# Charles Binet-Sanglé
Charles Binet-Sanglé   (Clamecy, 4 de juliol de 1868 - Niça, 14 de novembre de 1941) va ser un metge militar i psicòleg francès, que va ser el primer a qüestionar públicament la salut mental de Jesús a la seva obra en quatre volums del 1908 La folie de Jésus.
El seu altre treball més influent, Le haras humain (1918), va suggerir que l'eutanàsia era necessària en alguns casos, i que s'havia de fundar un institut eugenèsic per a ancoratjar l'educació de la millora per a la raça humana. El llibre va ser censurat a França.
Va ser condecorat cavaller de la Legió d'Honor el 1912 i ascendit a oficial de la mateixa ordre el 1922. El 1952, l'Acadèmia Francesa va crear un premi anual que du el seu nom destinat a premiar «un escriptor amb idees valentes i atrevides o, si no, a un poeta».